# Julius von Wickede

Julius von Wickede

Anton Julius von Wickede (* 11. Juli 1819 in Schwerin; † 22. März 1896 ebenda) war ein deutscher Offizier, Journalist und Schriftsteller, der hauptsächlich über militärische und regionalgeschichtliche Themen schrieb.

## Leben
Julius von Wickede (Nr. 137 der Geschlechtszählung) stammte der so genannten Tolziner Linie des lübeckischen Patriziergeschlechts von Wickede. Sein Vorfahr Gottschalk Anton von Wickede (1689–1740) hatte die mecklenburgischen Güter Nigleve, Tolzien und Fredenhagen (heute Niegleve, Tolzin und Friedrichshagen, alles Ortsteile von Lalendorf) erworben und wurde im Jahre 1702 in die mecklenburgische Ritterschaft aufgenommen. Sein Vater, Friedrich von Wickede (Nr. 117 der Geschlechtszählung), war Kammer- und Jagdjunker und später Forstrat in Schwerin. 1836 trat Julius von Wickede als Kadett zunächst in ein österreichisches, 1839 in das 1. großherzoglich mecklenburgische Dragonerregiment Nr. 17 ein. 1842 schied er als Secondlieutenant aus. An den Universitäten München und Heidelberg begann er ein Studium in Geschichte und Nationalökonomie.

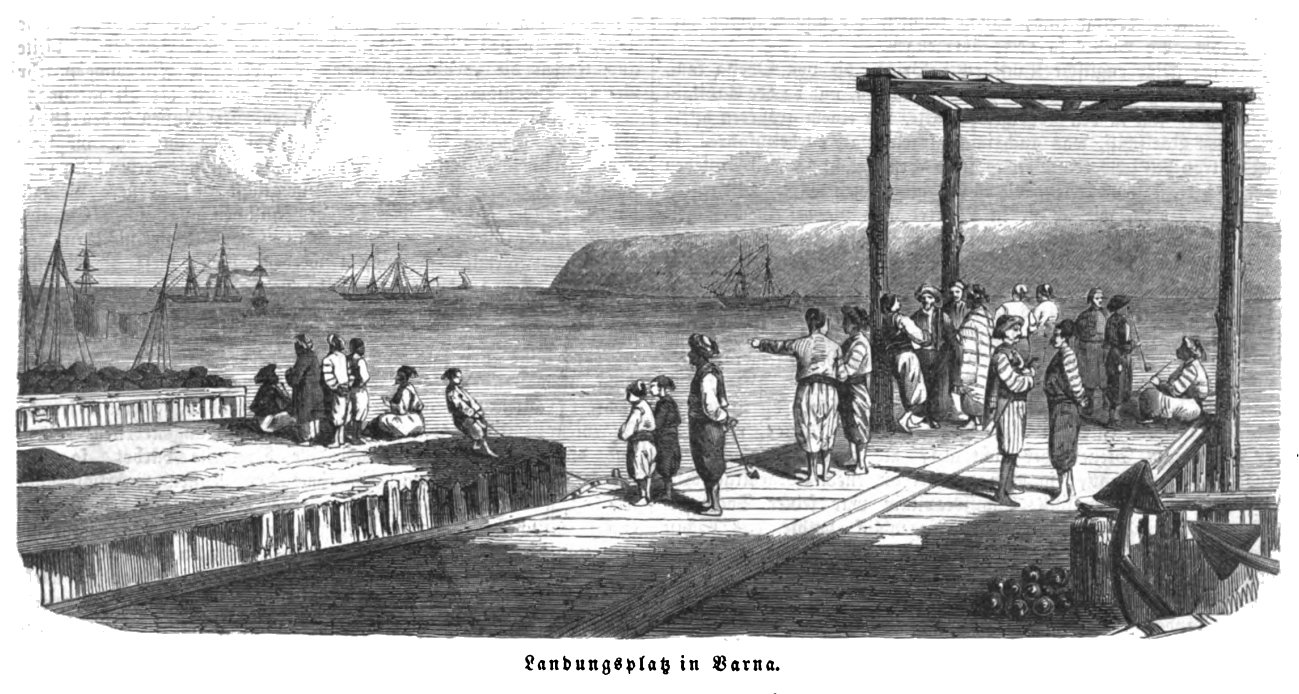
Landungsplatz in Varna, Illustration aus Wickedes Bericht "Bilder aus Varna" (1854)

Im Zuge der schleswig-holsteinischen Erhebung von 1848 wurde er jedoch erneut als Offizier aktiv und tat in der schleswig-holsteinischen Armee Dienst, wo er zuletzt Brigadeadjutant der Kavallerie war. Nach Beendigung der Feindseligkeiten 1851 ging er nach Frankreich, beteiligte sich in den Reihen der Chasseurs d’Afrique an einem Kriegszug gegen Beduinenstämme in Algerien. Seine so gewonnenen Einsichten mit dem französischen Heerwesen verarbeitete er in seiner Schrift Die französische Armee in ihrem Verhältniß zu dem Kaiser Louis Napoleon und den deutschen Heerestheilen. Diesem folgten in rascher Folge andere Arbeiten verschiedener Art, und Julius von Wickede entwickelte sich immer mehr zum Militärschriftsteller. Eine Londoner Zeitung entsandte ihn als Kriegsberichterstatter in den Krimkrieg. Nach der Rückkehr nach Deutschland wirkte er weiter als Schriftsteller, bis er 1859 bei der Mobilmachung der deutschen Bundeskontingente gegen Frankreich in Mecklenburg-Schwerin zum Rittmeister und Kommandeur der Feldgendarmerie des X. Bundesarmeecorps ernannt wurde. Da es (noch) nicht zum erwarteten Krieg kam, nahm er wiederum seinen Abschied. Er reiste nach Italien, von wo er über Garibaldi berichtete, und 1864 als Korrespondent der Kölnischen Zeitung auf den Kriegsschauplatz des Deutsch-Dänischen Krieges. Ebenfalls als Korrespondent dieser Zeitung war er 1866 in Böhmen und 1870–1871 in Frankreich.
Von 1867 bis 1875 lebte er in Gotha, dann kam er zurück in seine Heimatstadt Schwerin.

## Werk
Abgesehen von seinen Kriegsberichten, deren außergewöhnliche Qualität bis heute gelobt wird, bilden die von ihm hinterlassenen Bücher eine Sammlung von mehr als 60 Bänden. Fast alle behandeln das Kriegswesen und das Soldatenleben. Viele erschienen im Verlag Eduard Hallberger in Stuttgart in einer Reihe Unterhaltungs-Lectüre für das Militär und seine Freunde. Oft gibt von Wickede seinen historischen Erzählungen die Form von Zusammenstellungen aus Tagebüchern oder nachgelassenen Papieren und damit den Anstrich besonderer Nähe.  Heute würde dem Genre wohl am ehesten Dokufiktion entsprechen. Seine Zeitgenossen schätzten an ihnen  persönliches Gepräge, neben einer gewinnenden Frische warme Vaterlandsliebe, sowie hübsche landschaftliche Bilder und culturgeschichtlich interessante Schilderungen, namentlich in Romanen, deren Schauplatz des Verfassers mecklenburgische Heimath ist.Schon damals war jedoch klar: Spätere Zeiten werden sich mit Wickede’s Büchern wohl nicht beschäftigen.

## Auszeichnungen
- Roter Adlerorden 3, Klasse (1866)
- Sankt-Stanislaus-Orden, 2. Klasse (1866)
- Herzoglich Sachsen-Ernestinischer Hausorden
- Militärmedaille (Frankreich)
- Mecklenburgische Verdienst-Medaille in Gold (1859)

## Schriften
- Die Aufhebung der englischen Navigations-Akte und die deutsche, besonders mecklenburgische Rhederei. Hamburg: Perthes-Besser & Mauke 1850

Digitalisat der Bayerischen Staatsbibliothek
- Aus dem Leben  eines Touristen. Altona: Hammerich 1852
- Die französische Armee in ihrem Verhältniß zu dem Kaiser Louis Napoléon und den deutschen Heerestheilen / Von einem deutschen Officiere a. D. Leipzig: Herbig 1853

Digitalisat der Bayerischen Staatsbibliothek
- Bilder aus dem Kriegsleben. Stuttgart: Hallberger 1853

Digitalisat der Bayerischen Staatsbibliothek
- Aus dem Süden. Stuttgart: Hallberger 1853

Digitalisat der Bayerischen Staatsbibliothek
- Ein Soldaten-Leben, Hallberger, 1854

Teil 1, Feldzüge in Spanien, Rußland und Frankreich
Teil 2, Feldzüge in den Niederlanden, Belgien und Süd-Amerika, und Niederlassung in Central-Amerika
Teil 3, Feldzüge in Griechenland, Polen, Algerien und Spanien
- Die französische Armee im Jahre 1854-55. Leipzig: Herbig 1855

Digitalisat der Bayerischen Staatsbibliothek
- Erzählungen eines österreichischen Veteranen. 3 Bände, Stuttgart: Hallberger 1855
- Digitalisat der Bayerischen Staatsbibliothek von Band 1
- Digitalisat der Bayerischen Staatsbibliothek von Band 2
- Digitalisat der Bayerischen Staatsbibliothek von Band 3
- Die militärischen Kräfte Deutschlands und ihre Fortschritte in der neueren Zeit. Stuttgart: Hallberger 1855

Digitalisat der Bayerischen Staatsbibliothek
- Der Sohn des Regiments: oesterreichische Soldatengeschichte. 2 Bände, Stuttgart: Hallberger 1855/56

Digitalisat der Bayerischen Staatsbibliothek von Band 2
- Vergleichende Charakteristik der k. k. österreichischen, preußischen, englischen und französischen Landarmee. Stuttgart: Hallberger 1856
- Die Rechte und Pflichten des Offiziers : Leitfaden für junge Männer. Stuttgart: Hallberger 1857
- Die Soldaten Friedrichs des Grossen : preussische Soldatengeschichten. 4 Bände, Leipzig: Herbig 1858

Digitalisat der Bayerischen Staatsbibliothek von Band 1
Digitalisat der Bayerischen Staatsbibliothek von Band 2
Digitalisat der Bayerischen Staatsbibliothek von Band 3
Digitalisat der Bayerischen Staatsbibliothek von Band 4
- Deutschlands und Frankreichs Macht: Eine Schutz- und Trutzschrift. Potsdam: Stein 1859
- Ein deutsches Reiterleben: Erinnerungen eines alten Husaren-Officiers aus den Jahren 1802-1815. Berlin: Duncker 1861

Digitalisat der Bayerischen Staatsbibliothek
Digitalisat der Bayerischen Staatsbibliothek von Band 2
Digitalisat der Bayerischen Staatsbibliothek von Band 3
- Der Lange Isaack: historischer Roman aus der Zeit des deutschen Befreiungskrieges. Leipzig 1863

Digitalisat der Bayerischen Staatsbibliothek von Band 1
Digitalisat der Bayerischen Staatsbibliothek von Band 2
Digitalisat der Bayerischen Staatsbibliothek von Band 3
- Memoiren eines Legitimisten von 1770 bis 1836: nach handschriftlichen Tagebüchern, Briefen und Aufzeichnungen aus dem Nachlasse des Marquis Henri Gaston de B. ... Potsdam: Stein 1858

Digitalisat der Bayerischen Staatsbibliothek von Band 1
Digitalisat der Bayerischen Staatsbibliothek von Band 2
- Ein deutscher Landsknecht der neuesten Zeit: aus dem Leben eines Verstorbenen, nach dessen hinterlassenen Papieren. Jena: Costenoble 1864

Digitalisat der Bayerischen Staatsbibliothek von Band 1
Digitalisat der Bayerischen Staatsbibliothek von Band 2
Digitalisat der Bayerischen Staatsbibliothek von Band 3
- Aus dem Tagebuch eines französischen Offiziers in Mexico. Leipzig 1864

Digitalisat der Bayerischen Staatsbibliothek
- Kriegs- und Lagerbilder aus dem jetzigen schleswig-holsteinischen Kriege. Leipzig: Purfürst 1864

Digitalisat der Bayerischen Staatsbibliothek
- Herzog Wallenstein in Mecklenburg: historischer Roman. Jena [u. a.]: Costenoble 1865
- Ein Husarenofficier Friedrich's des Grossen : Nach den eigenhändigen Aufzeichnungen Hans Leberecht von Bredow's. Jena [u. a.]: Costenoble 1866

Digitalisat der SUB Göttingen
Digitalisat der Bayerischen Staatsbibliothek von Band 1
Digitalisat der Bayerischen Staatsbibliothek von Band 2
- Eine deutsche Bürgerfamilie: nach einer Familienchronik bearbeitet. Jena: Costenoble 1867

Digitalisat der Bayerischen Staatsbibliothek von Band 1
Digitalisat der Bayerischen Staatsbibliothek von Band 2
Digitalisat der Bayerischen Staatsbibliothek von Band 3
- Die 25-jährige Regierung des Großherzogs Friedrich Franz II. von Mecklenburg-Schwerin: eine Volksschrift für Mecklenburg. Schwerin: Stiller 1867
- Die Heeresorganisation und Kriegführung nach den Berechtigungen der Gegenwart: für denkende Officiere, Staatsmänner und Landtagsabgeordnete. Jena: Costenoble 1867
- Aus alten Tagebüchern: Im Anschluß an "Eine deutsche Bürgerfamilie". Jena: Costenoble 1868
- Joachim Slüter oder die Einführung der Reformation in Mecklenburg: Historischer Roman. Berlin: Janke 1869

Digitalisat der Bayerischen Staatsbibliothek von Band 1
Digitalisat der Bayerischen Staatsbibliothek von Band 2
Digitalisat der Bayerischen Staatsbibliothek von Band 3
Digitalisat der Bayerischen Staatsbibliothek von Band 4
- Ein preußischer Offizier: nach den Aufzeichnungen eines im Felde Gebliebenen bearbeitet. Hannover: Rümpler 1872
- Ein vielbewegtes Leben / nach den Aufzeichnungen des Kais. Russischen Obersten Friedrich Reinhardt. Hannover: Rümpler 1873
- Geschichte der Kriege Frankreichs gegen Deutschland in den letzten zwei Jahrhunderten. Hannover: Rümpler 1874
- Leben, Thaten und Abenteuer des Freiherrn Gustav v. d. Ostau. Berlin: Wedekind & Schwieger 1875
- Was alles aus einem deutschen Lieutenant werden kann: Roman aus der Gegenwart. Leipzig 1878
- Die Streber: Socialer Roman aus der Gegenwart. Breslau 1884